# Tahara
Tahara Tahara-shi (田原市) és una ciutat que es troba al sur de la Prefectura d'Aichi, Japó. Aquesta ciutat comprèn la península d'Atsumi, que separa l'est de la badia de Mikawa (al nord) amb l'oceà Pacífic (al sur).
Segons dades del 2010, la ciutat té una població estimada de 66.609 habitants i una densitat de 353 persones per km². L'àrea total és de 188,81 km².
La ciutat va ser fundada el 20 d'agost de 2003, després de la fusió del poble de Tahara (fundat l'any 1955) amb el poble d'Akabane. L'1 d'octubre de 2005 va absorbir el poble d'Atsumi.
En Tahara se situa una de les plantes més importants de Toyota Motor Corporation, on es confeccionen les actuacions de la marca Lexus i altres marques domèstiques i internacionals de Toyota.

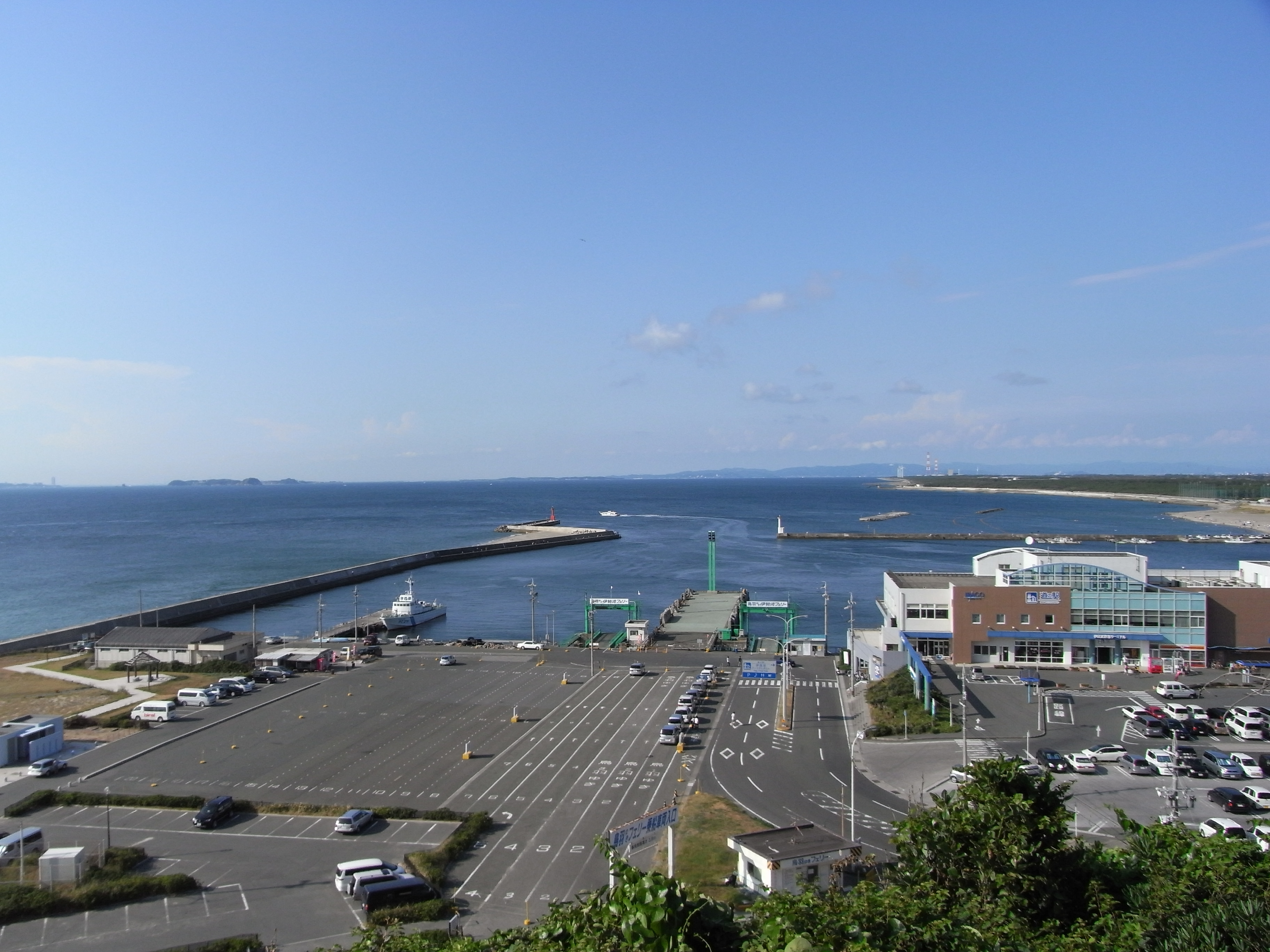
Port d'Irago

## Ciutats agermanades
- Miyada, Nagano, Japó
- Georgetown (Kentucky), Estats Units
- Princeton (Indiana), Estats Units
- Kunshan, Xina
- Dongjak-gu, Seül, Corea del Sud